# António Feliciano de Castilho

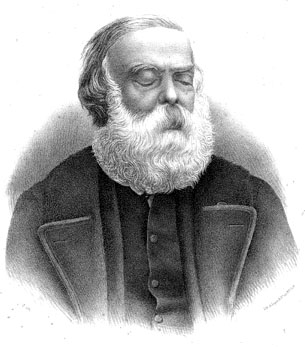
António Feliciano de Castilho.

António Feliciano de Castilho (Lisbona, 28 gennaio 1800 – Lisbona, 18 giugno 1875) è stato un poeta portoghese.

## Biografia

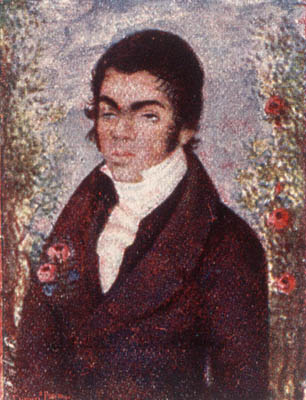
António Feliciano de Castilho all'età di ventisei anni.

Benché una menomazione alla vista lo rendesse del tutto cieco dall'età di sei anni, proseguì gli studi grazie all'assistenza del fratello Augusto, aiutato da una formidabile memoria e da una non comune volontà, frequentò con successo l'Università di Coimbra nelle discipline umanistiche e letterarie.
Il suo primo lavoro importante è Cartas de Echo e Narciso ("Lettere di Eco a Narciso") (1821), nel quale dimostrò di aver assimilato la lezione dei classici, mentre nelle opere successive, Amor e melancolia (1828), A noite do Castello ("Note di Castello") (1836) e Os Ciúmes do bardo  ("Le gelosie del bardo") (1838), evidenziò moderata apertura ai temi Romantici: vedi la descrizione dell'amore passionale folle capace di portare al suicidio-omicidio. Pur rimanendo, fondamentalmente, un arcade, ligio alle regole della struttura classica, acuto conoscitore della metrica, difensore della purezza linguistica, accolse alcune novità culturali del suo tempo , come l'attenzione alla ricerca nel campo del folclore, approfondito in Escavações Poéticas ("Liriche tradizionali") (1844), come il neo-umanitarismo liberale, occupandosi di pedagogia da un punto di vista a tratti utopista.

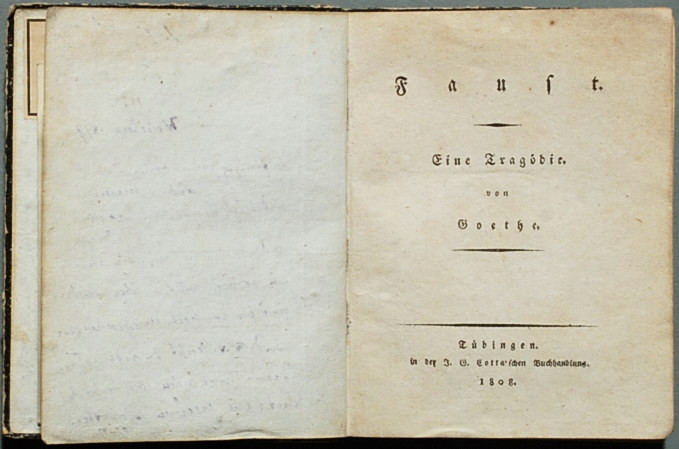
Traduzione di António Feliciano de Castilho del Faust di Goethe.

Dopo aver soggiornato lungamente a Coimbra, al suo ritorno a Madera fondò la rivista Revista Universal Lisbonense, tramite la quale difese la purezza della lingua dalle improvvisazioni e dagli eccessi, oltre che un prezioso collaboratore per la scrittura del Livraria Classica Portugueza (1845-47, 25 volumi).
Mostrandosi preoccupato per l'endemico analfabetismo della popolazione portoghese, ideò un metodo di lettura rapida e semplificata, denominato in seguito Metodo portoghese di Castilho, che ebbe una discreta diffusione europea.
Ricoprì vari incarichi istituzionali durante la sua lunga carriera, non ultimo quello di Commissario Generale di Istruzione Primaria nel 1853.
Trasferitosi in Brasile nel 1855, vi compose l’Estudo Histórico-Poético de Camões, avviando la fondazione di una tipografia ove fu stampato, tra l'altro, il giornale Agricultor Michalense, del quale Castilho fu redattore principale.
Inoltre fondò la Sociedade dos Amigos das Letras e Artes e dedicò molta attenzione alla composizione di inni musicali, come l'Hino do Trabalho, e l'Hino dos Lavradores.
Quando Pietro V del Portogallo istituì nel 1858 il corso Superiore di Lettere a Lisbona, Castilho ricevette la cattedra di letteratura portoghese.
Negli anni successivi scrisse le Lettere e si impegnò in una serie di preziose traduzioni in portoghese di opere di Anacreonte, Ovidio e Virgilio.
La sua traduzione-versione del Faust di Goethe venne invece criticata, specialmente dalla giovane critica post-romantica sorta all'indomani della celeberrima "Questione di Coimbra", perché considerata un libero rifacimento dell'originale, dove la scena dell'azione fu ambientata in Portogallo, la trasposizione metrica fu tratta in versi lusitani.

## Opere principali
- A Chave do Enigma

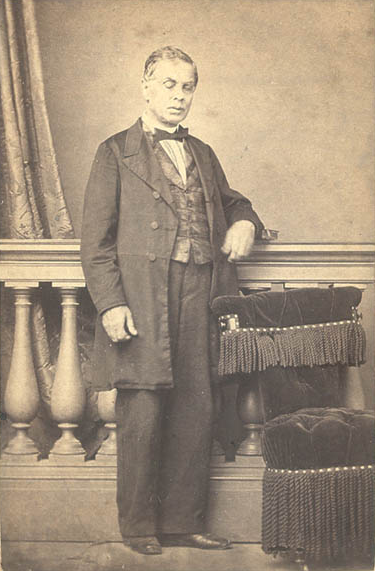
António Feliciano de Castilho all'età di cinquant'anni.

- Eco da Voz Portugueza por Terras de Santa Cruz
- O Presbyterio da Montanha
- Cartas de Echo a Narciso (1821)
- A Primavera (1822)
- Amor e Melancholia (1828)
- A Noite do Castello (1836)
- Os Ciúmes do Bardo (1836)
- Presbyterio da Montanha (1844)
- Quadros Históricos de Portugal (1838)
- Felicidade pela Agricultura (1849)
- Felicidade pela Instrução (1854)
- A Chave do Enigma, riedizione di Amor e Melancholia (1862)
- O Outono (1863)
- Mil e Um Mistérios (1845)
- Fausto, di Goethe, traduzione (1872)